# Gipsverbandmeester

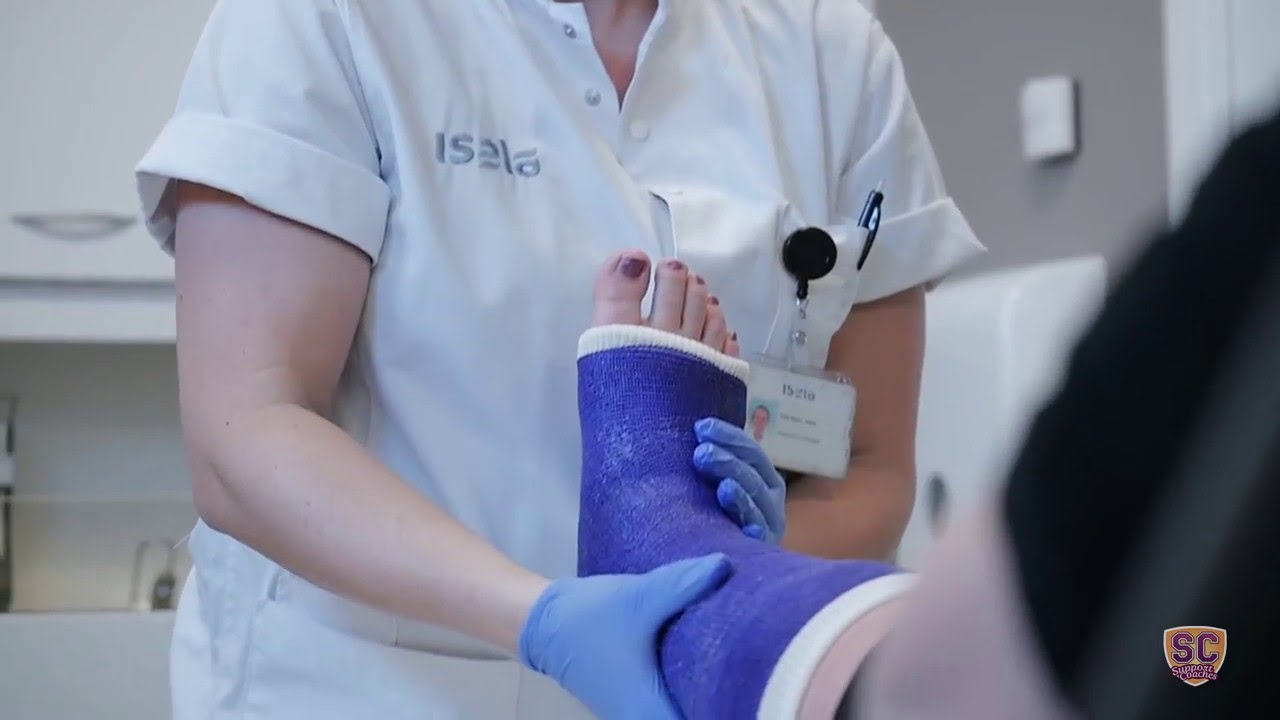
Gipsverbandmeester

Een gipsverbandmeester of gipsmeester is een zelfstandig werkende beroepsbeoefenaar in de gezondheidszorg die gipsverbanden aanlegt. Het doel is daarbij om door het toepassen van technieken zoals beweeglijke en onbeweeglijke ondersteuning maar ook trek- en buigkrachten de lichaamsdelen weer in de juiste richting te leiden. Het is een orthopedisch of algemeen chirurg die de opdracht geeft.
Een gipsverbandmeester behandelt botbreuken, verstuikingen, letsel aan spieren en pezen, aan weke delen en pijn met als doel bescherming van de blessure of wond. Gipsverbanden kunnen worden aangelegd om aangeboren afwijkingen te corrigeren, na een amputatie om een voorlopige prothese aan te meten en bij selectieve chirurgische, orthopedische, plastische en reconstructieve ingrepen.
Een gipsverbandmeester werkt zelfstandig en is daarbij medeverantwoordelijk voor het diagnosticeren, prioriteren, plannen en interveniëren, ook in (acute) situaties. Een gipsverbandmeester zet van breuken zelfstandig, voert tussentijdse controles uit, wisselt de gipsverbanden en oordeelt mede over de verdere behandeling.
De gipsmeester werkt meestal in de gipskamer van een algemeen ziekenhuis op de afdeling spoedeisende hulp en werkt hierbij samen met de fysiotherapeut, spoedeisendehulpverpleegkundige en medisch specialist.

## Opleidingen
De opleiding tot gipsverbandmeester duurt in Nederland twee jaar en kan worden gevolgd na het behalen van het diploma verpleegkunde.
Lijst van verpleegkundige specialisaties · portaal · afbeeldingen